# Saint-Aquilin-de-Pacy
Saint-Aquilin-de-Pacy é uma comuna francesa na região administrativa da Normandia, no departamento de Eure. Estende-se por uma área de 8,44 km². Em 2010 a comuna tinha 561 habitantes (densidade: 66,5 hab./km²).